# El irresistible
El irresistible es un tango compuesto por el clarinetista Lorenzo Logatti que se estrenó en 1908 y para el cual posteriormente crearon letras Ángel Villoldo y Carlos Pesce. El comediante del cine mudo francés Max Linder bailó El irresistible en su número C’est le tango qui est la cause de ça (El tango tiene la culpa) en el Alhambra de París en 1913.

### Los autores
Lorenzo Logatti nació en Foggia, Italia y fue clarinetista y compositor. En su país aprendió música y trabajó en bandas y orquestas. Se radicó en Argentina en 1896 y trabajó en conjuntos de operetas y de zarzuelas. Compuso varios tangos, el más conocido de los cuales es El irresistible.
Ángel Villoldo ( Buenos Aires, 16 de febrero de 1861-14 de octubre de 1919) fue un 
letrista, guitarrista, compositor y uno de los principales cantores de la época, también considerado como el padre del tango (es decir el comienzo de este género). Los tangos compuestos por Villoldo son tangos-milonga (todavía en compás de dos por cuatro) y entre us letras se recuerdan La morocha y El choclo.
Carlos Pesce ( Argentina 1901 – ídem 24 de septiembre de 1975 fue un letrista dedicado al género del tango. Entre sus obras se recuerdan especialmente El esquinazo, El porteñito, Racing Club, Melenita de oro y El penado 14, obra esta de la que hizo una gran creación el cantante Agustín Magaldi.

### Origen del nombre
Logatti integraba la orquesta que en 1908 amenizaba bailes de Carnaval del Teatro Ópera y allí fue estrenado un nuevo tango de su autoría. Una de las parejas concurrentes después de haberlo bailado se acercó a preguntarle el nombre de la obra al director, quien los remitió a Logatti. Cuando este respondió que todavía no tenía título, la mujer comentó “ocurre que es irresistible” y allí mismo el músico decidió “entonces ese será su título” y agregó “cuando lo publique, tendré el gusto de dedicárselo, ¿a nombre de quién? “Ponga solamente a L”, respondió la dama, y así figuró en la primera edición.

### Las letras
Posteriormente Ángel Villoldo le hizo una letra que publicó con el seudónimo Mario Reguero y luego Carlos Angel Pesce le agregó otra, pero siempre fue grabado en versión instrumental salvo el registro de 1931 por la orquesta de Francisco Lomuto en el cual Fernando Díaz canta el primer párrafo de la letra de Villoldo.

### Grabaciones
El tango fue grabado, entre otros destacados músicos, por Héctor Artola, Rodolfo Biagi (1946), Jorge Caldara (1956), Juan Cao (1949), Juan D'Arienzo (1936, 1951, 1954 y 1963),
Quinteto Pirincho dirigido por Francisco Canaro (1955 y 1959), Osvaldo Fresedo (1943), Ernesto Franco, Carlos García (1957), Mariano Mores con su  Orquesta Lírica Popular (1957), Quinteto Don Pancho dirigido por Francisco Canaro (1939), Francisco Lomuto,  Rondalla Del Gaucho Relámpago dirigida por Carlos Nasca (1913), Los Reyes del Compás (1977), Dúo Juan Polito – Enrique Guerra, Conjunto Domingo Rullo - Pa'que Bailen Los Muchachos, Quinteto Oscar Sabino – Los Cinco de Sabino, Sexteto Don Florindo dirigido por Florindo Sassone (1966), Atilio Stampone (1964), Aníbal Troilo (1954 y 1967) y Héctor Varela (1960).